# Isosaari (i Kakskerta träsk, Åbo)
Isosaari är en ö i Finland. Den ligger i sjön Kakskerta träsk som i sin tur ligger på ön Kakskerta i Skärgårdshavet, och i kommunen Åbo i landskapet Egentliga Finland, i den södra delen av landet, 150 km väster om huvudstaden Helsingfors. Öns area är 3,8 hektar och dess största längd är 450 meter i sydväst-nordöstlig riktning.